# Amazon Appstore
Amazon Appstore es una tienda de aplicaciones para el sistema operativo Android operada por Amazon. Es la tienda de aplicaciones de paquetes para el sistema operativo Fire OS de Amazon, que se utiliza en todas las tabletas Amazon Fire, incluidos los productos Fire HD. Amazon Appstore ofrece aplicaciones oficiales para las tabletas Fire OS en lugar de Google Play, que es utilizada en otros dispositivos Android.

## Historia
Amazon Appstore se lanzó el 22 de marzo de 2011 y estuvo disponible en casi 200 países. A los desarrolladores se les paga el 70% del precio de lista de la aplicación o la compra dentro de la aplicación.
El 28 de septiembre de 2011, Amazon lanzó la primera tableta Kindle Fire. La tableta, diseñada para el consumo de medios en el ecosistema de Amazon, se basó únicamente en Amazon Appstore para su mercado, en lugar de Google Play. Junto a la tableta había un nuevo diseño para Amazon appstore, destinado a integrarse mejor con la interfaz de usuario de la tableta. Se han lanzado con regularidad otros dispositivos de la familia Amazon Fire, que todos usan Amazon Appstore.
En mayo de 2013, Amazon presentó Amazon Coins como una forma de pago para comprar aplicaciones, juegos y microtransacciones desde la tienda.
El 18 de junio de 2014, BlackBerry anunció una relación oficial con Amazon, que incluye acceso a Amazon Appstore en BlackBerry 10.3.
Hasta 2015, Amazon Appstore incluía una función de Free App of the Day. Todos los días se ofrecía gratuitamente una aplicación, a menudo un juego. El día del lanzamiento, el primer juego ofrecido fue Angry Birds Rio (sin publicidad), siendo en sí mismo un juego promocional. El día del lanzamiento europeo, la aplicación gratuita fue Angry Birds (sin publicidad). La función de Free App of the Day hizo una excepción a los pagos de Amazon, y en cambio no le dio al desarrollador nada del precio de lista durante el día destacado. Este programa fue reemplazado por Amazon Underground Actually Free, que terminó en 2019.
La función Test Drive de la tienda permitió a los usuarios probar una aplicación en su navegador web al lanzar una copia virtual de Android en la nube de Amazon EC2 durante media hora. El servicio de Test Drive se retiró en 2015. Amazon declaró que el servicio había estado en declive, en parte debido a que muchas aplicaciones no admitían la función y la creciente prevalencia del modelo de negocio free-to-play lo hacía obsoleto.
El 24 de junio de 2021, Microsoft anunció que Windows 11 permitiría el acceso a Amazon Appstore dentro de Microsoft Store, lo que permitiría a los usuarios ejecutar aplicaciones de Android en Windows. El servicio redirige al usuario de Microsoft Store a Amazon Appstore para instalar la aplicación de Android. También permite al usuario instalar directamente APKs del mismo sistema operativo.

## Aplicaciones de Android
Al 9 de octubre de 2019, Amazon Appstore cuenta con 487,083 aplicaciones disponibles para descargar.
Solo algunas de las aplicaciones más populares disponibles en Google Play Store y Apple App Store también están disponibles en Amazon Appstore. Por ejemplo, Meta Platforms, Inc. ofrece Facebook, Facebook Lite, Instagram, Messenger y Messenger Kids en todas las tiendas. Sin embargo, la compañía no ofrece IGTV por separado de Instagram en Amazon Appstore, ni tampoco WhatsApp, Messenger Lite, Boomerang o Layout.

### Historia del crecimiento de la aplicación
Cuando Amazon Appstore para Android se lanzó en marzo de 2011, tenía alrededor de 3.800 aplicaciones. Alcanzó las 80.000 aplicaciones en junio de 2013 y las 240.000 aplicaciones en junio de 2014.  En junio de 2015, la tienda de aplicaciones tenía casi 334.000 aplicaciones.

## Recepción
Poco después del lanzamiento de Amazon Appstore, la Asociación Internacional de Desarrolladores de Juegos (IGDA) publicó una carta abierta en la que expresaba preocupaciones que estaban dirigidas principalmente a los términos de distribución de Amazon. Las principales preocupaciones sobre las condiciones eran que los términos de la Appstore obligan a los desarrolladores a bajar permanentemente los precios si alguna vez realizan promociones en otras tiendas, y que Amazon podría optar por bajar el precio de una aplicación mientras decide reducir la participación del desarrollador sin tener que pedir permiso. Siguiendo esta dirección, Amazon aclaró el acuerdo de desarrollador de la Appstore, pero esto no apaciguó las preocupaciones de IGDA, que declaró que "los términos de Amazon representan una amenaza para los desarrolladores de juegos".
En julio de 2011, el desarrollador sueco Bithack sacó su aplicación Apparatus de la Appstore y publicó una carta abierta explicando que la tienda era un "desastre" para los desarrolladores independientes. Los principales problemas estaban relacionados con el proceso de revisión muy lento, la ausencia de cualquier medio para filtrar dispositivos no compatibles y que Amazon cambió el precio de la aplicación sin consultar al desarrollador, lo que llevó a la IGDA a reiterar sus advertencias sobre la política de Amazon una vez más.

## Acusaciones por parte de Apple
Apple presentó una demanda contra Amazon por usar un nombre similar al de la App Store de Apple. Amazon afirmó que el término era demasiado genérico para ser una marca registrada y le pidió al juez que desestimara la demanda. Apple respondió al intento de desestimación de la demanda por parte de Amazon alegando que Amazon estaba empañando la marca comercial al usar el nombre. Un juez federal denegó la solicitud de Apple de una orden judicial preliminar, en desacuerdo con la afirmación de Amazon de que el término es genérico y citando que Apple no había establecido "una probabilidad de confusión" con los servicios de Amazon para obtener una orden judicial. Apple cambió su queja después de que Amazon comenzara a anunciar el Kindle Fire, diciendo que Amazon está tratando de confundir aún más a los clientes al eliminar la el término "para Android" de "Amazon Appstore para Android". En la queja enmendada, Apple escribió que "el uso de Amazon probablemente disminuirá la buena voluntad asociada con el servicio App Store de Apple y los productos Apple diseñados para utilizar el servicio App Store de Apple al asociar el servicio App Store de Apple con las calidades inferiores del servicio de Amazon".
En enero de 2013, las reclamaciones de Apple fueron rechazadas por un juez distrital de Estados Unidos., Quien argumentó que la empresa no presentó pruebas de que Amazon "intentó imitar el sitio o la publicidad de Apple", o comunicó que su servicio "posee las características y cualidades que el público espera de Apple App Store y/o productos Apple". En julio de 2013, Apple abandonó el caso.